# Teardrop
Pour la chanson de Womack & Womack, voir Teardrops.
Singles de Massive Attack
Risingson
(1997) Angel
(1998)
Teardrop est une chanson écrite par Massive Attack et publiée sur l'album Mezzanine en 1998. Elle est interprétée par Elizabeth Fraser des Cocteau Twins. La chanson est devenue un hit du groupe, 10e du UK Singles Chart.

## Historique
Aux États-Unis, la chanson est plus connue comme étant l'indicatif musical de la série médicale Dr House (House). En France et dans d'autres pays, en raison du droit d'auteur, elle n'a pas pu être utilisée en l'état : une musique différente a été créée pour la série. Bien qu'elle fût utilisée en l'état lors de la diffusion de la série en France, sur TF1.
Elle apparaît au début de l'épisode 16 de la saison 1 de Charmed.
On peut également l'entendre en version instrumentale à la fin de l'épisode 20 de la 1re saison de Prison Break ainsi que dans l'épisode 4 de la saison 25 de la série allemande Alerte Cobra : Fenêtre sur cour et la série allemande Le Clown dans l'épisode 6 de la saison 3 :Le grand complot.
Elle est également utilisée pour la pub du jeu Assassin's Creed.
Elle fait partie de la bande son du documentaire Les Yeux dans les Bleus sur l'épopée de l'équipe de France de football en 1998.

## Pistes
| No | Titre                                              | Durée |
| -- | -------------------------------------------------- | ----- |
| 1. | Teardrop (album version)                           | 5:31  |
| 2. | Euro Zero Zero                                     | 5:24  |
| 3. | Teardrop (Scream Team Remix)                       | 6:45  |
| 4. | Teardrop (Mad Professor Mazaruni Instrumental Mix) | 6:24  |

## Reprises
Teardrop a été reprise par José González dans son deuxième album In Our Nature sorti en Europe le 12 novembre 2007.
Le pianiste de jazz Brad Mehldau joue souvent un arrangement de ce morceau en concert.